# FK Transinvest
FK Transinvest, celým názvem Futbolo klubas Transinvest, je litevský fotbalový klub z města Galinė, rajon Vilniusa. Klubové barvy jsou žlutá a modrá.
Založen byl v roce 2021 v Galinė jako FK Transekspedicija (Futbolo klubas "Transekspedicija"). V roce 2023 debutoval ve druhé nejvyšší soutěži (Pirma lyga) a v roce 2024 v nejvyšší soutěži (A lyga).
V roce 2022 se název změnil a stal se FK Transinvest.

## Historické názvy
- 2021 – FK Transekspedicija
- 2022 – FK Transinvest

## Úspěchy
Litevský fotbalový pohár
- Pohar (1): 2023;

Litevský superpohár
- Finalista (1): 2024

## Sezóny
| Sezóny | Div. | Liga       | Misto | Zdroje |
| ------ | ---- | ---------- | ----- | ------ |
| 2022   | 3.   | Antra lyga | 1.    | [ 1 ]  |
|        |      |            |       |        |
| 2023   | 2.   | Pirma lyga | 1.    | [ 2 ]  |
|        |      |            |       |        |
| 2024   | 1.   | A lyga     | .     | [ 3 ]  |

## Soupiska
Aktuální k 27. 1. 2025'
| 25 | Srbsko    | B | Stefanas Čupičius       |  |  |  |  |  |
| 79 | Ukrajina  | B | Serhii Melašenko        |  |  |  |  |  |
|    | Litva     | B | Kornelijus Smilingis ✔️ |  |  |  |  |  |
|    |           |   |                         |  |  |  |  |  |
| 2  | Litva     | O | Arminas Čivilis         |  |  |  |  |  |
| 3  | Litva     | O | Deividas Malžinskas     |  |  |  |  |  |
| 5  | Litva     | O | Ričardas Šveikauskas    |  |  |  |  |  |
| 21 | Litva     | O | Gabrielis Nikonovas     |  |  |  |  |  |
| 22 | Litva     | O | Aleksandr Levšin        |  |  |  |  |  |
| 31 | Brazílie  | O | Carlos Eduardo          |  |  |  |  |  |
| 40 | Slovinsko | O | Žan Flis                |  |  |  |  |  |
| 55 | Litva     | O | Erlandas Juška          |  |  |  |  |  |
|    |           |   |                         |  |  |  |  |  |
| 8  | Litva     | Z | Nedas Klimavičius       |  |  |  |  |  |
| 11 | Brazílie  | Z | Yuri de Oliveira        |  |  |  |  |  |

| 12 | Litva    | Z | Ignas Kaškelevičius         |  |  |  |  |  |
| 14 | Japonsko | Z | Yoichi Kawachi              |  |  |  |  |  |
| 20 | Litva    | Z | Povilas Kiselevskis         |  |  |  |  |  |
| 23 | Ukrajina | Z | Ivanas Koškošas             |  |  |  |  |  |
| 29 | Litva    | Z | Kajus Bička (z FK Žalgiris) |  |  |  |  |  |
| 44 | Litva    | Z | Artūras Žulpa               |  |  |  |  |  |
| 75 | Litva    | Z | Ernestas Stočkūnas          |  |  |  |  |  |
| 77 | Litva    | Z | Linas Pilibaitis (kap.)     |  |  |  |  |  |
| 98 | Litva    | Z | Ignas Kružikas              |  |  |  |  |  |
| 99 | Litva    | Z | Gustas Jarusevičius         |  |  |  |  |  |
|    | Litva    | Z | Andrius Kazakevičius ✔️     |  |  |  |  |  |
|    |          |   |                             |  |  |  |  |  |
| 9  | Nigérie  | Ú | Chidera Henry Nwoga         |  |  |  |  |  |
| 10 | Brazílie | Ú | Henrique Devens             |  |  |  |  |  |
| 19 | Brazílie | Ú | Guilherme Pires             |  |  |  |  |  |
|    |          |   |                             |  |  |  |  |  |

## Slavní hráči
- Linas Pilibaitis (2023–)

## Bývalí trenéři
- Giedrius Barevičius 2022–2024[5]
- Donatas Vencevičius 2024.[6]
- Aurimas Tamaliūnas (2024)[7][8]
- Marius Stankevičius (2024–)[9]